# آلکس راترفورد
آلکس راترفورد (انگلیسی: Alex Rutherford) نام مشترک دو نویسنده، دایانا پرستون و همسرش مایکل پرستون است. راترفورد بیشتر به خاطر نگارش مجموعهٔ ۶ کتاب داستان تاریخی امپراتوری مغول شناخته می‌شود. این کتاب ۶ جلدی، در رابطه با ظهور و سقوط حماسی امپراتوری مغول هند است